# (533671) 2014 LJ21
(533671) 2014 LJ21 est un astéroïde Apollon, également aréocroiseur, cythérocroiseur, herméocroiseur et zénocroiseur classé comme potentiellement dangereux. Avec un diamètre compris entre 1,8 et 4,2 kilomètres, il s'agit d'un des plus gros astéroïdes potentiellement dangereux connus, mais son orbite est suffisamment bien connue pour que l'on puisse exclure tout risque de collision pour au moins les deux siècles à venir.

## Orbite
Son périhélie, à 0,30 unité astronomique du Soleil, est plus proche du Soleil que celui de Mercure, alors que son aphélie, à 5,48 unités astronomiques, l'emmène au-delà de l'orbite de Jupiter. Cette orbite, avec une excentricité similaire à celle des comètes, pourrait indiquer qu'il s'agit d'une comète éteinte.

## Passages près des planètes

### Passages près deVénus
Aucun passage près de Vénus n'est prévu entre 1912 et 2191.

### Passages près de laTerre
Sa distance minimale d'intersection de l'orbite terrestre est de 0,025 6 unité astronomique, soit 3,84 millions de kilomètres ou 10 fois la distance Terre-Lune. Cela le place parmi les astéroïdes potentiellement dangereux, mais son orbite est suffisamment bien connue pour que l'on puisse exclure tout risque de collision pour au moins les deux siècles à venir.
Le 1er août 1989, (533671) 2014 LJ21 est passé à 0,018 57 unité astronomique de la Terre, soit 7,23 distances lunaires. Il s'agit de son passage au plus près de la Terre entre 1912 et 2191.

### Passages près deMars
Entre 1912 et 2191, deux passages à proximité de Mars sont prévus. Le premier aura lieu le 4 février 2073, à 0,083 6 unité astronomique (12,5 millions de kilomètres) et le second le 25 juin 2161 à 0,036 6 unité astronomique (5,5 millions de kilomètres).

### Passages près deJupiter
Sa distance minimale d'intersection de l'orbite jovienne est de 1,566 unité astronomique, soit 230 millions de kilomètres. Il ne s'approche donc jamais très près de la planète géante. Entre 1912 et 2191, son passage au plus près de la planète aura lieu le 10 janvier 2067, à une distance de 1,523 unité astronomique, soit 228 millions de kilomètres.